# Niccolò Longobardo

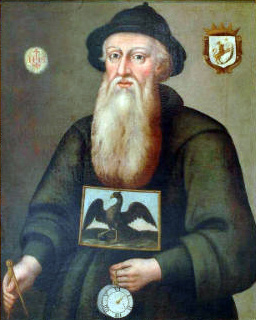
Niccolò Longobardo

Niccolò Longobardo eller Longobardi, född den 10 september 1565 i Caltagirone på Sicilien i Italien, död den 11 december 1655 i Peking i Kina, var jesuitpräst och kinamissionär.
Han är särskilt känd för sin kritiska hållning till anpassningsmetoden som Matteo Ricci hade följt i sitt missionsarbete i Kina. 

## Liv och verksamhet
Niccolò Longobardo inträdde i Jesuitorden i Messina år 1582 och blev år 1596 sänd till Kina. Från 1597 var han missionär i Macao. Där fick han sin avslutande förberedelse för sitt verk i Kina vid St. Pauls universitetskollegium i Macao. Han arbetade därefter fram till 1611 i Shiuchow. Han byggde den katolska kyrkan i Shaoguan, som anses vara Kinas äldsta. År 1610 efterträdde han den nyligen avlidne pater Matteo Ricci som superior för jesuiterna i Kina (år 1618 blev själva Kina en viceprovins åtskild från jesuiternas provins Japan). Denna ställning frånträdde han år 1622 till fördel för Manuel Dias d.y.. 
Från 1623 till 1640 var han jesuiternas superior i Peking. År 1636 grundlade han den första missionen i provinsen Shandong, i byn Jinan.
I motsats till Ricci avvisade han de kinesiska traditionella namnen på gud som användbara för den kristna Gud, och han framhöll att de kinesiska lärde inte tillbad någon spirituell substans, utan var en slags ateister. Han framhöll att man på kinesiska använde ett ord för Gud som var nästan likalydande med det latinska «Deus». Från det han blev missionsprefekt uppstod därmed inledningen på den mångåriga kinesiska ritstriden. Då jesuiternas mission bröt samman i Japan kom flera jesuitmissionärer som utvisats därifrån till Kina, och de delade genomgående Langobardos ståndpunkt i ritstriden. Kontroversen inom jesuitorden om denna fråga fördes för det mesta av Longobardo, Sabbatino de Ursis och João Rodriguez på den ena sidan, och Alfonso Vagnone och Nicolas Trigault på den andra. 
Under stridens gång skrevs det en rad traktat. Longobardos mest betydelsefulla traktat om ämnet var Responsio brevis super controversias de Xamti, hoc est de altissimo Domino, de Tien-chin, id est de spiritibus coelestibus, de Lim-hoên, id est de anima rationali... (manuskript från 1623), också känt som De Confucio ejusque doctrina tractatus. Skriften var ursprungligen tänkt för en jesuitisk publik, och analyserade och försökte att plocka fram alla de konfuciansk-kristna sammanjämkande likheterna från Riccianhängarnas sida. Han anförde argumenten från en analys av det främsta neokonfucianska tankegodset.
Under 1630-talet blev skriften förbjuden av viceprovinsialen Francisco Furtado, men vid ett tillfälle (som av en händelse) föll det i franciskanern Antonio Caballero de Santa Marias händer, och i samband med en konferens i Guangzhou år 1669 gav han det vidare till dominikanern Domingo Navarrete. Det ingick i deras kamp mot anpassningsmetoden, och sändes till Europa. År 1676 (alltså efter Longobardos död), blev det översatt och offentliggjort av jesuiternas motståndare Navarrete till spanska som «Respuesta breve...» i hans Tratados Históricos... .  Och då ritstriden blossade upp igen, blev denna spanska översättning översatt till franska av missionärer tillhörande det parisiska yttremissionssällskapet och utgavs år 1701 («Traité sur quelques points de la religion des Chinois...»).
Den mycket kinaintresserade Leibniz argumenterade mot traktatets teser («Lettre à Rémond», 1716), medan Malebranche tog dem med i sitt verk «Entretien d'un philosophe chrétien et d'un philosophe chinois...» 1708.
Longobardo var den längst levande av den första generationen jesuitiska kinamissionärer. Det var han som hade ansvaret för uppbyggnaden av de omfattande samlingarna vid Nantang-kyrkan i Peking, och han var också ledande i arbetet med att rekrytera jesuiter som var astronomer och matematiker, vilka kunde tjänstgöra vid det kinesiska hovet. Då Mingdynastin föll och Qingdynastin övertog blev han på grund av sina täta band till den gamla regimen fängslad för en kort period, men klarade därefter, bland annat tack vare pater Adam Schalls höga position vid hovet, att bygga upp goda relationer till den nya kejsaren. Då han dog i Peking år 1654 gav Shunzhi-kejsaren 300 tunnor guld till hans gravvård.
Utöver sina rent teologiska verk är Longobardo också känd för bland annat en avhandling om jordskalv och en biografi om Josaphat, som forskare senare har framhållit som anmärkningsvärd därför att den presenterar en kristen bild av Buddhas levnad.

## Litterära verk
- Sheng chiao jih-k'e (Exercitium quotidianum variarum precum) 1602, 1795, 1800, 1874, 1876, 1920, 1922
- Szu shuo (om döden)
- Nien-chu mo hsiang kuei-ch'eng (hur recitera rosenkransen)
- Sheng-jen tao-wen (allhelgona litanian)
- Shen-Mu te hsü tao-wen (litania till den allra heligaste Jungfru)
- Chi chiu shih-i (hur själen blir frälst)
- Sheng Jo-sa-fa hsing-shih (de heliga Barlaams och Josaphats levnad), 1602, 1610, 1645
- Ti-chen chieh (traktat om jordskalvet år 1624), 1624, 1679
- Ling-huan tao-t'i shuo (om själen)
- Ch'ung-chen li-chu (verk om kalendern, medförfattare tillsammans med p. Terrenz), 1634
- Libellus precum cum officio funebri et sepulturae ca. 1602
- Responsa ad decem objectiones Litteratae... 1642
- Memoriale (på kinesiska), 1606
- Respuesta breve sobre las controversias de el Xang Ti, Tien Xin, y Ling Hoen (esto es de el Rey de lo alto, espiritus, a alma racional, quepone el China)... (lat.: Responsio brevis..., 1623), i: Domingo Navarrete, Tratados Históricos... I, 1676, 246-289, fransk: Traité sur quelques points de la Religion des Chinois..., 1701, og i : Viri illustris Godefredi Guil. Leibnitii Epistolae ad diversos II, 1735, utg. Christian Kortholt, 165-266, og i: G. G. Leibnitii Opera Omnia IV, 1768, red. av L. Dutens, 89-144, engelska: A Short Answer Concerning the Controversies about Xang Ti, Tien Xin and Ling Hoen and Other Chinese Names and Terms, i: An Account of the Empire of China, i Churchill, A Collection of Voyages and Travels I, 1704, 165-202, 1732, 1744
- Brev: 18.10.1598, i: Recentissimo de amplissimo Regno Chinae..., 1601, 1-50, Jean Oran, Japonica Sinensia..., 1610, franska: Les Annales du Japon, de la Chine..., 1601, Copia d'una breve relatione..., 1601, 42-81, Nouveaux advis du Royaume de la Chine..., 1604, Nr. 1, J. Hay, De Rebus Japonicis, Indicis..., 1605, 913-934; 5.2. 1598, 30.11. 1598, 23.11. 1610, i: Matteo Ricci, Opere storiche II, 1913, red. av Tacchi-Venturi, 467-493; 20.11. 1599, i: Riccardi Ricci, II P. Matteo Ricci, 1910, 36 f.; Carmen hexametrum in honorem B.M.V., brev av 20.10.1600, begge i: Scienziati siciliani gesuiti in Cina nel secolo XVII. Atti del Convegno, 1985, 253-257, 259-262.